# Kalocsay Miklós
Kalocsay Miklós (Budapest, 1950. április 17. – Baja, 1991. december 2.) magyar színművész.

## Pályafutása
A Színművészeti Főiskola elvégzése után 1973-tól a Madách Színház tagja, majd 1980-tól a budapesti Várszínház, 1982-től a Nemzeti Színház színésze volt. 1973-ban játszotta először hivatalosan Rómeó szerepét, a Szegedi Szabadtéri Játékokon (évekkel később a Nemzeti Színházban,) ez az alakítása és megjelenése egy időre meghatározta szerepkörét: általában amorózókat alakított. Később az ironikus, humoros szerepekhez vonzódott. 1989-től a Szegedi Nemzeti Színházban lépett fel, majd a Ruszt József vezette Független Színpadon játszott. Szinkronszínész is volt, valamint a Kuckó című gyerekműsor házigazdája. Szívelégtelenségben hunyt el, negyvenegy éves korában.

### Családja
Főiskolásként eljegyezte Kútvölgyi Erzsébet színésznőt. Felesége Bajza Viktória volt, akivel 13 évig éltek együtt. Később élettársa Kolti Helga színésznő volt, akivel közös gyermekük, Kristóf 1987-ben született.
Budapest I. kerületében az Úri utcában élt.

## Fontosabb színházi szerepei
- William Shakespeare: Rómeó és Júlia.... Rómeó; Lőrinc barát
- Shakespeare: IV. Henrik.... Pistol
- Shakespeare: Hamlet.... Laertes, Polonius fia
- Shakespeare: Lóvátett lovagok.... Ferdinánd, Navarra királya
- Shakespeare: Tévedések vígjátéka.... Syracusai Antipholus
- Shakespeare: Lear király.... Gloucester grófja
- Shakespeare: A vihar.... Ferdinánd, a nápolyi király fia
- Shakespeare: A velencei kalmár.... Salarino
- Molière: Scapin furfangjai.... Octave, Argante fia
- Eugène Scribe: Egy pohár víz.... Masham
- Anton Pavlovics Csehov: Három nővér.... Rode
- George Bernard Shaw: A szerelem ára.... Dr. Harry Trench
- G. B. Shaw: Warrenné mestersége.... Frank, Gardner fia
- Victor Hugo: A királyasszony lovagja.... Ruy Blas
- Georges Feydeau: Ne mászkálj meztelenül!.... Ventroux, képviselő
- T. S. Eliot: Koktél hatkor.... Peter Quilpe
- Thornton Wilder: A házasságszerző.... Cornelius
- Bertolt Brecht: Kurázsi mama.... Stüsszi
- Shalom Anski: Dybuk.... Reb Szender, Lea apja
- Eugéne Cormon – Adolphe d'Ennery: A két árva.... De Vaudrey lovag, a grófné unokaöccse
- John Boynton Priestley: Veszélyes forduló.... Robert Caplen
- Ronald Millar: Abelard és Heloise.... Sir Robert de Montboissier, novícius szerzetes
- Marin Držić: Dundo Maroje.... Sadi, uzsorás
- Leonard Gershe: A pillangók szabadok.... Don Baker
- Valentyin Petrovics Katajev: Bolond vasárnap.... Iván Sóvárgov
- Leonyid Genrihovics Zorin: Varsói melódia.... Viktor
- Peter Ustinov: Romanov és Júlia.... Freddie Vandestuyt
- August Strindberg: Júlia kisasszony.... Jean
- Agatha Christie: Az egérfogó.... Giles Ralston
- Vörösmarty Mihály: Csongor és Tünde.... Fejedelem
- Madách Imre: Az ember tragédiája.... Lucifer
- Garay János: Háry János.... Ebelastin lovag; A deák
- Csiky Gergely: Mukányi.... Ödön
- Nagy Ignác: Tisztújítás.... Heves ügyvéd
- Csepreghy Ferenc: A piros bugyelláris.... Pennás Muki, jegyző Tölgyesen
- Móricz Zsigmond: Légy jó mindhalálig.... Gyéres, tanár
- Gábor Andor: Dollárpapa.... Dr. Szekeres Jenő, Gizi jegyese
- Szép Ernő: Vőlegény.... Zoli, gyermek
- Szomory Dezső: II. Lajos király.... Szapolyai György
- Németh László: Galilei.... Toricelli
- Németh László: Colbert.... Seignelay
- Szabó Magda: A meráni fiú.... A főlovászmester
- Karinthy Ferenc: Hetvenes évek.... Mikus Lehel
- Karinthy Ferenc: Hosszú weekend.... Bob Macinally
- Katona Imre – Ruszt József: Passió magyar versekben.... szereplő
- Balogh Elemér – Kerényi Imre: Csíksomlyói passió.... Plutó
- Sütő András: A szúzai menyegző.... Kalliszthenész, jós
- Moldova György: Titkos záradék.... Első határőr
- Tamási Áron: Énekes madár.... Kisdobos
- Kaló Flórián: Négyen éjfélkor.... Péter
- Timár Béla – Csukás István: Kék öböl.... Lafaty, kalauzhal
- Kornis Mihály: Körmagyar.... A milliomos

## Filmjei

### Játékfilmek
- Prés (1971)[9]
- Holnap lesz fácán (1974)
- Fedőneve: Lukács (1977)

### Tévéfilmek
- Szerelmespár (1972)
- Sólyom a sasfészekben (1973)
- Giordano Bruno megkísértése (1973)
- A fekete Mercedes utasai (1973)
- Ficzek úr (1974)
- Aranyborjú (1974)
- A medikus (1974)
- Szörnyeteg (1974)
- A bolondok grófja (1974)
- A peleskei nótárius (1975)
- Tudós nők (1975)
- Othello (1975)
- Kántor (1976)
- A méla Tempefői (1976)
- Sakk-matt (1977, zenés tévészínház)
- Csaló az üveghegyen (1977)
- Tengerre néző cellák (1978)
- Bodnárné (1978)
- Látástól vakulásig (1978)
- Tévedések vígjátéka (1979)
- Leánykérés éjjel kettőkor (1980)
- Védtelen utazók (1981)
- Halál a pénztárban (1981)
- Fizetés nélküli szabadság (1982)
- Róza néni elintézi (1982)
- Egymilliárd évvel a világvége előtt (1983)
- Mint oldott kéve 1–7. (1983)
- Szemet szemért (1984)
- Széchenyi napjai (1985, tévésorozat)
- Charley nénje (1986)
- Tűrhető Lajos (1988)
- Öcsi, a sztár (1988)

## Szinkronszerepei
- A művészbejáró (Entrée des artistes) [1938] – Dominique (Roger Blin)
- Egy nap a parkban (Villa Borghese) [1953]
- Férfi Laramie-ből (The Man from Laramie) [1955] – Dave Waggoman (Alex Nicol)
- 80 nap alatt a Föld körül (Around the World in Eighty Days) [1956] – Hunter felügyelő (Richard Wattis)
- A hét mesterlövész (The Magnificent Seven) [1960] – Chico (Horst Buchholz)
- El Cid [1961] – Sancho herceg (Gary Raymond)
- West Side Story [1961] – Tony (Richard Beymer)
- Rózsaszín Párduc 1.: A Rózsaszín Párduc (The Pink Panther) [1963] – George Lytton (Robert Wagner)
- A lány, aki ellopta az Eiffel-tornyot (Paris – When It Sizzles) [1964] – Maurice / Philippe rendőrtiszt (Tony Curtis)
- Baleset (Accident) [1967] – William (Michael York)
- A plébános felesége (Doucement les basses) [1971] – Simon (Alain Delon)
- Vásárra viszem a bőröd (Skin Game) [1971] – Quincy Drew / Nathaniel Mountjoy százados (James Garner)
- A váróterem (Voz za sjever, voz za jug) [1972] – A fiú (Branko Licen)
- Csalétek (The Bait) [1973]
- Antonius és Kleopátra (Antony and Cleopatra) [1974]
- Öt párna egy éjszakára (Cinco almohadas para una noche) [1974]
- Sör és perec (Cakes and Ale) [1974] – Willie, fiúként (Paul Aston)
- Foglalkozása: riporter (Professione: reporter) [1975] – David Locke (Jack Nicholson)
- A fény (Lumière) [1976] – David (Keith Carradine)
- Gengszterek sofőrje (The Driver) [1978] – A sofőr (Ryan O’Neal)
- A pisztrángok (Las truchas) [1978]
- Dutyi dili (Stir Crazy) [1980] – Jack Graham (Jonathan Banks)
- A szamárbőr (La peau de chagrin) [1980] – Horace (Richard Fontana)
- Vízkereszt, vagy amit akartok (Twelfth Night) [1980] – Orsino (Clive Arrindell)
- Alice Csodaországban (Alisa v strane chudes) [1981]
- A Vörös Pimpernel (The Scarlet Pimpernel) [1982] – Armand St. Just (Malcolm Jamieson)
- Látom, amit te nem látsz (Ich sehe was, was du nicht siehst) [1983] – Mahrmann úr (Jürgen Heinrich)
- Miss Marple történetei 01.: Holttest a könyvtárszobában (The Body in the Library) [1984] – George Bartlett (Arthur Bostrom)
- Az embervadász (Manhunter) [1986] – Freddy Lounds (Stephen Lang)
- Die Hard (Die Hard) [1988] – Johnson FBI-ügynök (Grand L. Bush)
- Elsikkasztott mennyország (Der veruntreute Himmel) [1990] – A költő (Nikolaus Paryla)

## További információ
- Kalocsay Miklós a PORT.hu-n (magyarul)
- Kalocsay Miklós az Internetes Szinkronadatbázisban (magyarul)
- Kalocsay Miklós az Internet Movie Database-ben (angolul)